# 大和都市管財事件
大和都市管財事件（だいわとしかんざいじけん）とは、2001年に発覚した詐欺事件。第2の豊田商事事件といわれ、日本で2番目に被害の大きかった大型詐欺事件である。

## 概要
大阪市に本社を置く大和都市管財が1985年頃から抵当証券の販売を始め、約1万7000人から1112億円を集めた。
しかし、2001年4月16日、近畿財務局が大和都市管財について2000年3月時点で債務超過と判断、抵当証券業の登録更新を拒否し、経営破たん。近畿財務局は同日、大阪地裁に約50億円の債務超過に陥っていると報告し、会社整理の開始を決定した。なお、整理管理人には後に最高裁判事となる田原睦夫が選任されている。被害は全国で約1万7000人、総額約1100億円に上った。
2001年11月6日に大阪府警察生活安全部は詐欺容疑で社長ら19人を逮捕。
2001年12月18日までに大阪地検は元社長ら幹部7人を詐欺罪で起訴した。

## 刑事裁判
大和都市管財元幹部3人の裁判
2002年10月10日、大阪地裁（上垣猛裁判長）で判決公判が開かれ、元総務部長に懲役3年、元営業本部長に懲役2年、元営業部長に懲役2年、執行猶予5年の有罪判決を言い渡した。
大和都市管財元社長の長男と関連会社社長の裁判
2002年12月16日、大阪地裁（上垣猛裁判長）で判決公判が開かれ、長男に懲役2年4月の実刑判決、関連会社社長に懲役3年、執行猶予5年の有罪判決を言い渡した。
大和都市管財元社長と元取締役の裁判
2002年4月15日、大阪地裁（上垣猛裁判長）で初公判が開かれ、元社長は「詐欺をしたことはない」と述べて起訴事実を全面的に否認した。
2003年12月18日、論告求刑公判が開かれ、元社長に懲役13年、元取締役に懲役4年を求刑した。
2004年3月25日、大阪地裁で判決公判が開かれ、元社長に懲役12年、元取締役に懲役3年の実刑判決を言い渡した。同年3月26日までに元社長側は判決を不服として控訴した。
2005年1月19日、大阪高裁（今井俊介裁判長）は一審・大阪地裁の懲役12年の判決を支持、元社長側の控訴を棄却した。

## 民事裁判

### 損害賠償請求訴訟
大和都市管財に対する民事訴訟
2001年12月、神戸地裁伊丹支部（木太伸広裁判官）は本事件に絡んだ個人的詐欺行為の被害者が損害賠償を求めた訴訟において、大和都市管財の元社員1人に1265万円の賠償を命じる判決を言い渡した。訴訟にあたって、元社員から「（グループ会社の）施設利用券を高利で運用できる方法がある。投資したら年利10%を約束する」と勧誘され、被害者は1150万円を支払った。しかし、大和都市管財が破綻後、このような商品はなく、領収証を偽造していたことが発覚したため、損害賠償を求めて提訴した。
2002年8月12日、抵当証券を購入した愛知県・岐阜県・三重県・静岡県の87人が大和都市管財と関連会社の元役員8人と名古屋支店の元従業員7人を相手取り約2億9000万円の損害賠償を求める訴訟を名古屋地裁に提訴した。
2004年5月27日、名古屋地裁（加藤幸雄裁判長）は大和都市管財の元役員1人には全額、元従業員1人には8680万円を元役員2人と連帯して支払うよう命じる判決を言い渡した。しかし、関連会社の元役員1人については請求を棄却した。なお、残りの12人に関しては原告が全面勝訴したり、和解が成立している。
不動産鑑定士に対する民事訴訟
抵当証券の担保不動産を鑑定した不動産鑑定士4人に対し「水増し鑑定で被害を拡大させた」として損害賠償を求める訴訟を東京地裁と大阪地裁に提訴した。
2004年9月15日、大阪地裁（田中俊次裁判長）は「過大に不動産を評価した過失がある」として大阪府の不動産鑑定士2人に約1億1300万円の賠償を命じる判決を言い渡した。
2005年1月31日、東京地裁（野山宏裁判長）は「適正な鑑定をしていれば、抵当証券の発行は認められず、原告が購入することもなかった」として東京都の不動産鑑定士2人に約9860万円の賠償を命じる判決を言い渡した。
中日新聞社に対する民事訴訟
2002年10月1日、抵当証券を購入した愛知県・岐阜県・三重県の3県の314人は「経営破たんを予見できたのに広告を載せ続け、被害を助長させた」として広告を掲載した中日新聞社を相手に約2億円の損害賠償を求める訴訟を名古屋地裁に提訴した。
2004年12月9日、名古屋地裁（渡辺修明裁判長）は「中日新聞は大和都市管財が破たんする恐れがあったと判断するのは困難だった」として請求を棄却した。原告側は判決を不服として名古屋高裁に控訴した。
2006年3月29日、名古屋高裁（青山邦夫裁判長）は「掲載当時、中日新聞社が大和都市管財の破たんを予見できたとは言えず、広告内容が真実かどうか疑問を抱くような特別な事情もなかった」として原告側の控訴を棄却した。

### 不当利得金返還訴訟
元社長の長女が実際に勤務していないのに、大和都市管財グループから月25万円の給料を受け取っていたことから、2001年12月10日、大和都市管財の管理人団は元社長の長女に対し1992年度から破綻直前までに振り込まれた給料約2800万円全額の返還を求める通知書を送付した。しかし、指定期日になっても返還されなかったため、2002年1月23日までに管理人団は元社長の長女に対し約2800万円が不当利得にあたるとして返還を求める訴訟を大阪地裁に提訴した。
2002年5月31日、大阪地裁（中村隆次裁判長）は元社長の長女に対し約2800万円全額の返還を命じる判決を言い渡した。

### 国家賠償請求訴訟
2003年6月11日、一連の事件の被害者537人が旧大蔵省の出先機関であった近畿財務局が1997年に抵当証券業の更新登録を認めたのは違法だとして、30億8000万円の国家賠償を求める訴訟を大阪地裁に提訴した。後に184人が約9億円の損害賠償を求めて新たに大阪地裁に提訴したため、最終的な請求額は約39億円となった。
2007年6月6日、大阪地裁（西川知一郎裁判長）は「近畿財務局は注意義務を尽くさず、漫然と登録更新した」として、1997年12月の登録更新時の国の過失を認め、1998年1月以降の新規購入者のうち、1997年12月の登録更新以前から抵当証券を購入していた原告を除く260人に対して約6億7400万円の損害賠償を国に命ずる判決を言い渡した。同年6月19日、国と原告の一部が判決を不服として控訴した。
2008年9月26日、大阪高裁（小田耕治裁判長）は約15億5800万円の損害賠償を国に命ずる判決を言い渡した。判決では、1997年12月の登録更新時の国の過失に関しては一審同様国の過失を認定した。しかし、1997年12月以前から抵当証券を購入した原告に対しては一審と異なり「新たな被害」と認定。その上で一審よりも救済範囲を広げるのが妥当と判断した。
2008年10月6日、国が上告を断念したため、約15億5880万円の損害賠償を国に命ずる判決が確定した。ただし判決の効果は原告にしか適用されないため、多くの被害者は救済を受けられず泣き寝入りした。

## その他
本事件をめぐって旧大蔵省官僚で自民党衆議院議員・坂井隆憲に大和都市管財から計100万円が政治献金として振り込まれており、この献金が2000年の政治資金収支報告書に記載されていないことが発覚した。2001年12月5日、整理管理人は坂井に対しこの金を返還するよう請求した。
2003年3月4日、東京地検特捜部は坂井を政治資金規正法違反容疑で逮捕し、3月28日に政治資金規正法違反（虚偽記入）で起訴した。また、同年4月4日、大和都市管財の被害者弁護団は坂井に対する斡旋収賄容疑の告発状を東京地検特捜部に提出した。
2004年12月24日、東京地裁（高麗邦彦裁判長）で坂井に懲役2年8月の実刑判決が言い渡され、2005年2月16日に控訴を取り下げて判決が確定した。